# My Own Mess
My Own Mess is een thrashmetalband uit Dedemsvaart.

## Biografie
De band werd in 2002 door bassist Camiel Drent en drummer Lenn Berner opgericht als een punkrock/coverband. Na een aantal bezettingswisselingen kwamen zanger Dennis Volkerink en gitarist Sander Pieters erbij en ging de band thrashmetal spelen. In 2006 bracht de band de Away From The Light... ep uit, die hoge ogen gooide in diverse recensies. Vervolgens speelden zij in de voorronde van de Aardschok Metal Bash in het Zwolse poppodium Hedon, maar verloren van de uiteindelijke eindwinnaar Chiraw. In 2007 kwam Niels van Schubert erbij als tweede gitarist en de band wilde hun debuutalbum Institute of Pain gaan uitbrengen, maar later dat jaar stapte Sander Pieters uit de band. My Own Mess werd opgeheven en de afzonderlijke bandleden gingen ieder hun eigen weg. Dennis werd bijvoorbeeld zanger van de Scionics, met daarin ex-leden van Accelerate en Pollution. Lenn en Niels werden de zanger, respectievelijk bassist van Bliq Byr. In december 2007 werd My Own Mess toch weer heropgericht door het overgebleven viertal. Gepland werd om Institute of Pain alsnog uit te brengen in 2008. Tot op heden is dit echter niet gebeurd.

## Bandleden
- Dennis Volkerink - zang (2003-heden)
- Niels van Schubert - gitaar (2007-heden)
- Camiel Drent - bas (2002-heden)
- Lenn Berner - drums (2002-heden)

### Ex-bandleden
- Hubert Eggen - gitaar (2002/2003)
- Dennis Veenstra - gitaar (2003-2005)
- Arjan Dijsselhof - gitaar (2005-2006)
- Sander Pieters - gitaar (2004-2007)

## Discografie
- Away From The Light... ep (2006)